# Константийская и Аммохостская митрополия
Константи́йская и Аммохо́стская митропо́лия (греч. Ιερά Μητρόπολις Κωνσταντίας και Αμμοχώστου) — епархия Кипрской православной церкви.

## История
Первым епископом Саламина апостол Варнава, основавший кафедру во время второго визита на Кипр.
Саламин сильно пострадал при императоре Константине от землетрясения 342 года, разрушившего весь город и уничтожившего почти всё население его. Его Констанций, сын императора Константина, восстановил Саламин из руин, дав городу своё имя — Констанция. Город вновь стал столицей острова.
В 368 году святитель Епифаний становится первым избранным архиепископом Кипрским (368—403) и резиденцией архиепископии становится город Саламин (Констанция). Епифаний Кипрский становится великой и известной церковной личностью, и следующие за ним восприемники на архиерейском троне, такие как Савинос, Троил и Анфемий, продолжают возвеличивать эту епархию своим пастырским руководством. При последующих митрополитах был основан Монастырь апостола Варнавы.
Саламина разрушили арабы во главе с Муавией; после их нападения оставшиеся жители переселились в Фамагусту.
С 1222 года начинается франкийская оккупация Кипра. Количество православных епископов было сокращено до четырёх, а сами епископы были изгнаны из городов в деревни. Таким образом, епископ Констанции в то время находился на полуострове Карпас.
После изгнания венецианцев и оккупации Кипра османами в 1562 году четыре епископа возвращаются из деревень в города, также и возвращается епископ Констанции, но уже в новый центр региона Аммохостос (Фамагуста). Однако с тех пор епархия Констанция-Аммохостос стала подчинятся архиепископу Кипра, резиденция которого находилась в Никосии.
Учреждена 11 мая 2007 года Священный Синод Кипрской Православной Церкви принимает решение об увеличении числа епископов до четырнадцати, как это было в историческом прошлом. Кафедра расположилась в деревне Паралимни, так как Константия (Саламин) и Аммохостос (Фамагуста) находятся в оккупированной части Кипра. Кафедральным собором стал храм святого великомученика Георгия Победоносца в центре Паралимни. На территории этого храма было возведено административное здание епархии.

## Епископы
Саламинская хорепископия
- Никодим (Милонас) (25 марта 1917 — 13 июня 1918)
- Геннадий (Махериотис) (5 сентября 1948 — 31 июля 1959)
- Хризостом (Аристодиму) (14 апреля 1968 — 28 июля 1973)
- Варнава (Солому) (12 августа 1973 — 11 мая 2007)

Константийская митрополия
- Василий (Караяннис) (с 11 мая 2007)

## Монастыри
- Монастырь святого Кендея (женский)
- Монастырь Айя Напа (мужской)